# Lithostege usgentaria
Lithostege usgentaria là một loài bướm đêm trong họ Geometridae.